# Guiné nos Jogos Olímpicos de Verão de 2004
Guiné competiu nos Jogos Olímpicos de Verão de 2004, em Atenas, na Grécia.